# Сибирский научно-исследовательский институт земледелия и химизации сельского хозяйства
Сибирский научно-исследовательский институт земледелия и химизации сельского хозяйства (СибНИИЗХим) — российское научное учреждение, организованное в 1969 году на базе Новосибирской станции Всесоюзного института защиты растений. Расположен в Краснообске (Новосибирский район), в квартале Сибирского отделения аграрной науки.

## История
Образование института было запланировано вместе с созданием в 1969 году Всесоюзной академии сельскохозяйственных наук. Новое научное учреждение было организовано на базе Новосибирской станции Всесоюзного института защиты растений и первоначально носило название Сибирского научно-исследовательского института химизации сельского хозяйства. В 1975 году в НИИ открылась аспирантура. В 1980 году институт был реорганизован в Сибирский научно-исследовательский институт земледелия и химизации.

## Основные направления[1]
- системы земледелия
- технологии общего земледелия
- плодородие и агрохимия почв
- борьба с вредителями и болезнями растений
- защита растений от сорняков

## Разработки[1]
- создание технологий, направленных на увеличение производительности сельскохозяйственных угодий Сибири (система использования минеральных удобрений для яровой пшеницы, теоретические основы интегрированного противодействия вредителям и болезням растений, земледельческая система для пахотных солонцовых комплексов Западной Сибири и Зауралья);

- рекомендации по известкованию почв и рациональному использованию органических и минеральных удобрений;

- разработка систем по использованию почвы в зависимости от биоклиматических показателей, хозяйственной специализации и ресурсов;

- ресурсосберегающие разработки выращивания масличных и зерновых культур с помощью минимизации почвенной обработки;

- ресурсосберегающие почвозащитные разработки получения зерна, оригинальные проекты земледельческих адаптивно-ландшафтных систем для определённых хозяйств в солонцовой зоне;

- высокоинформативные системы и способы контроля качества пищевой продукции и агросырья;

- оперативный способ определения почвенного воспроизводства в агроценозах;

- защита основных полевых капустных культур от вредоносных организмов с помощью экологически безопасной технологии;

- определение засорённости посевов агрокультур при помощи фитоценологических методов;

- методы определения и прогнозирования природных аномалий.

## Сотрудничество

### Российские организации
Институт сотрудничает с такими отечественными учреждениями как Институт цитологии и генетики СО РАН, Новосибирский институт органической химии имени Н. Н. Ворожцова СО РАН, Институт почвоведения и агрохимии СО РАН, Сибирская государственная геодезическая академия, Новосибирский и Алтайский аграрные университеты.

### Зарубежные организации
Проведение совместных исследований с компаниями DuPont (США), «Новартис» (Швейцария) и «Авентис» (Германия) по улучшению интегрированной системы охраны растений от вредоносных организмов; сотрудничество с Гумбольдтским университетом в вопросах усовершенствования систем почвенной обработки; совместные работы с Академией наук Беларуси по разумному использованию природных ресурсов.

## Руководители
- О. А. Иванов (1969—1975 и 1979—1980)
- Э. Л. Климашевский (1975—1977)
- В. В. Гулий (1977—1978)
- Д. А. Алтунин (1978)
- В. И. Кирюшин (1980—1989)
- А. Н. Власенко (1990—2016)

## Известные сотрудники
- Виктор Степанович Гребенников (1927—2001) — советский и российский энтомолог, апиолог, художник-анималист.
- Семендяева, Нина Вячеславовна — главный научный сотрудник

## Награды
Академик РАСХН А. Н. Власенко и коллектив авторов были удостоены Государственной премии России в области науки и техники за разработку и внедрение высокоинформативных методов и систем контроля качества пищевой продукции и агросырья. Методы определения и прогнозирования природных аномалий (В. А. Понько) были отмечены дипломами на Международных выставках в Ганновере и Москве. Институт награждён 2 золотыми медалями (одна из них — большая), 5 дипломами, дипломом и премией города «Успех года».